# Real Chance of Love
Real Chance of Love es un reality show de los hermanos Ahmad Givens (Real) y Kamal Givens (Chance) del grupo de rap The Stallionares y exconcursantes de I Love New York.

## Temporadas
| Temporada     | Estreno               | Final               | Reunión             | Ganadora                          | Subcampeona                                       | Concursantes | Episodios |
| ------------- | --------------------- | ------------------- | ------------------- | --------------------------------- | ------------------------------------------------- | ------------ | --------- |
| Temporada Uno | 20 de octubre de 2008 | 12 de enero de 2009 | 26 de enero de 2009 | Real: Abbi La Nay Noah "Corn Fed" | Real: Konanga Tyson "Bay Bay Bay"                 | 17           | 14        |
| Temporada Uno | 20 de octubre de 2008 | 12 de enero de 2009 | 26 de enero de 2009 | Chance: Ninguna                   | Chance: Ebony Jones "Risky" & Christine Ly "Cali" | 17           | 14        |

## Primera temporada
La primera temporada estreno el 20 de octubre de 2008, participaron 17 mujeres que participaron en desafíos de MTV y VH1. Cada semana, los hermanos iban eliminando mujeres hasta llegar al último episodio donde Chance y Real tenían que hacer sus selecciones. Al final Ahamad (real) escogió a Corn Fed, mientras Kamal (Chance) no escogió a nadie. La serie consta de 14 episodios. A los pocos días después de la reunión se muestra un video donde Corn Fed y Real terminan la relación.